# Juan Carlos Ríos
Juan Carlos Javier Ríos Moreno (Tarija, 11 maggio 1972) è un ex calciatore boliviano, di ruolo centrocampista.

## Caratteristiche tecniche
Giocava come centrocampista offensivo.

## Carriera

### Club
Nato a Tarija, Ríos debuttò in massima serie boliviana con una squadra di tale città, il Ciclón. La sua prima stagione tra i professionisti fu quella del 1989; con la formazione bianco-celeste rimase per cinque stagioni. Lasciò la società dopo la prima fase del campionato 1993, allorché fu acquistato dal Bolívar per la seconda fase. Con il club di La Paz raccolse il primo successo della sua carriera: fece parte della rosa che vinse il titolo 1994. Replicò la vittoria nel 1996. Per il campionato 1997 si trasferì al Wilstermann di Cochabamba; con la nuova maglia raggiunse il secondo posto nel torneo del 1998. Nel 2000 giocò per il The Strongest, segnando 2 reti in 23 presenze. Passò poi all'Unión Central della sua natia Tarija: disputò da titolare due campionati (2001 e 2002). Nel 2003 tornò a Cochabamba per integrare i ranghi dell'Aurora. Dopo aver giocato due tornei (2003-2004) con tale squadra fu riacquistato dall'Unión Central, con cui chiuse la carriera dopo il campionato 2005.

### Nazionale
Debuttò in Nazionale maggiore il 6 marzo 1993, in occasione dell'incontro di Copa Paz del Chaco di Cochabamba con il Paraguay. All'esordio segnò anche una rete, all'87º minuto; nello stesso anno venne incluso nella lista per la Copa América. In tale competizione, però, non viene mai impiegato. L'ultima gara in Nazionale la disputò il 20 febbraio 1994, contro la Colombia, nell'ambito della Joe Robbie Cup.

## Palmarès

### Club

#### Competizioni nazionali
- Campionato boliviano: 2

Bolívar: 1994, 1996